# Mikania fulva
Mikania fulva là một loài thực vật có hoa trong họ Cúc. Loài này được (Hook. & Arn.) Baker mô tả khoa học đầu tiên năm 1876.